# ニトロメタン
ニトロメタン (nitromethane) は化学式 CH3NO2 で表される有機化合物で、最も単純なニトロ化合物である。やや粘稠な極性の高い液体で、抽出、反応溶媒、洗浄溶媒など、様々な工業的用途を持つ。有機合成における中間体として医薬品、農薬、爆弾、繊維、被覆剤などの製造に用いられる。モータースポーツで燃料として使われる。

## 調製
ニトロメタンはプロパンと硝酸を350-450 °Cで加熱することで工業的に生産されている。この発熱反応はニトロメタン、ニトロエタン、1-ニトロプロパン、2-ニトロプロパンという4つの工業的に重要なニトロアルカンを生産する。この反応は、対応する亜硝酸エステルのホモリシスによって生じるCH3CH2CH2O型のアルコキシラジカル類を含むフリーラジカルが関与している。これらのアルコキシラジカルはC-Cフラグメント化反応に感受性があり、これによって生成物は複数の成分の混合物となる。
安価な方法が存在するが、ニトロメタンは教育的価値のあるその他の方法で調製することができる。水溶液中でのクロロ酢酸ナトリウムと亜硝酸ナトリウムの反応によってニトロメタンが生成する。
{\displaystyle {\ce {{ClCH2COONa}+ {NaNO2}+ H2O -> {CH3NO2}+ {NaCl}+ NaHCO3}}}

## 化学合成での用途
極性溶媒として有機化学、電気分析化学の分野で用いられる。
有機合成においては1炭素増炭試薬として使われる。弱いながら酸性のプロトンを持ち、カルボニル化合物と同様、これを脱プロトン化させることによって縮合反応に供することができる。すなわち、塩基触媒の存在下でアルデヒドに 1,2-付加を起こす。この反応はニトロアルドール反応と呼ばれる。マイケル供与体としても作用し、マイケル反応によって α,β-不飽和カルボニル化合物に 1,4-付加する。

## 燃料としての利用
モータースポーツ、特にドラッグレースでより大きな出力を得るための燃料として用いられ、もっぱら「ニトロ」あるいは単に "fuel" と呼ばれる。
ニトロメタンは分子内に酸素を含んでいるため、ガソリンなどの炭化水素と比べて酸素の消費量が少ない。
{\displaystyle {\ce {{4CH3NO2}+ 3O2 -> {4CO2}+ {6H2O}+ 2N2}}}
ガソリン1キログラムの燃焼には14.6キログラムの空気が必要だが、ニトロメタンは1.7キログラムで済む。エンジンのシリンダーはストロークごとに限られた体積の空気しか取り込めないから、ニトロメタンは1ストロークでガソリンの8.7倍燃焼することができる。しかしながらニトロメタンのエネルギー密度は低い。ガソリンが 約 42–44 MJ/kg を放出するのに対し、ニトロメタンは 11.3 MJ/kg である。これらを総合すると、ニトロメタンは一定量の酸素に対しガソリンの2.3倍の出力を持つことになる。
一液式推進剤としても利用される。外部から酸素を供給することなく燃焼する。
{\displaystyle {\ce {4CH3NO2 -> {4CO}+ {4H2O}+ {2H2}+ 2N2}}}
燃焼速度はおよそ 0.5 m/s で、これはガソリンよりいくらか高い。ゆえに高スピードのエンジンに適している。燃焼温度もいくぶん高く、約 2,400 ℃ である。しかしながら、高い蒸発熱 0.56 MJ/kg と燃料としての流速の速さのため吸入の際の冷却効果も高く（メタノールのおよそ2倍）、結果として過度の温度上昇は起こらない。トップフューエルドラッグレーシング (Top Fuel dragracing) のエンジンではこの効果のみによってエンジンの冷却を行う。
通常、ニトロメタンは空気をあまり含ませずに使用する (Rich Air-Fuel Mixture)。空気中の酸素が無くても出力をあげることができること、ひどいノッキングや過早着火（プレイグニション）を起こしやすいことが理由として挙げられる。しかし、空気の含有量が少ないと着火が起こりにくくなったり、燃焼速度の低下などの問題の原因となる。
空気含有量の少ないものが使われた場合は水素と一酸化炭素が燃焼の生成物となるが、これらのガスあるいは未燃焼の燃料が排気管の末端で大気と接触した場合、発火することが多い。このため排気系から華々しく炎をあげながら走行するさまが見られる。
少量のヒドラジンを添加すると、より高い出力が得られる。ヒドラジンはニトロメタンと爆発性の塩を形成し、これはニトロメタン分子中の酸素のみによって燃焼する。この混合物は不安定なので、取り扱う際の安全性に留意する必要がある。
ラジコン飛行機やラジコンカーの「グロー燃料」の一般的な主成分は、メタノールとニトロメタン、潤滑油である。ニトロメタンの含有量は 0% から 65% だが、高価なため 30% を超えるのはまれである。潤滑油には主にひまし油や合成油が使われる。適量のニトロメタンはエンジンの出力を増加させる傾向を持つが、しばしば吸気能力が性能を制限する要素となる。また、適切な空気/燃料比への調節など、エンジンの調整がしやすくなる。
環境問題から、アメリカ合衆国やEUでは模型用として使用を規制する動きがある
ニトロメタンはロケット燃料としても用いられる。

## 爆発物としての性質
1950年代にニトロメタンを積んだ貨車が爆発するまで爆発物としては知られていなかった。その後の試験によってTNTよりも爆発のエネルギーが大きいことが明らかにされている（爆速と猛度はTNTの方が高い）。これらは爆発物としては酸素の含有量が低いため、硝酸アンモニウムなどの酸化剤と混合することでより高い効果が得られる。ニトロメタンと硝酸アンモニウムの混合物は、オクラホマシティ連邦政府ビル爆破事件でアルフレッド・P・マラー連邦ビル爆破の際にも使われた。純粋なニトロメタンはそれほど衝撃に敏感ではないが、危険性を減らすために安定剤が添加される。上記の貨車の爆発の原因は、液体の爆発物には共通の危険として知られる断熱圧縮が行われたためと推定されている。小さな気泡が急激に圧縮されると、圧力の増加に伴って温度の上昇が起こり、これが爆発の引き金となる。技師がバルブを閉める際に勢い良く回しすぎたため、ウォーターハンマー現象により急激な圧力変化が生じたものと考えられている。ニトロメタンは塩基を加えて pH を上げると衝撃に敏感になる。
- 爆速:660 0m/s (1.13)
- トラウズル値:53
- 爆発熱:3.89 kj/g

## 類似化合物
- テトラニトロメタン
- トリニトロメタン